# Poulan
Poulan é uma cidade localizada no estado americano de Geórgia, no Condado de Worth.

## Demografia
Segundo o censo americano de 2000, a sua população era de 946 habitantes.
Em 2006, foi estimada uma população de 921, um decréscimo de 25 (-2.6%).

## Geografia
De acordo com o United States Census Bureau tem uma área de 4,3 km², dos quais 4,3 km² cobertos por terra e 0,0 km² cobertos por água.

## Localidades na vizinhança
O diagrama seguinte representa as localidades num raio de 28 km ao redor de Poulan.